# Silent Hill: Book of Memories
Silent Hill: Book of Memories – gra z serii Silent Hill będąca exclusivem na konsolę PlayStation Vita. Została zapowiedziana na evencie Konami Pre-E3 2001 przez Tomma Huletta, producenta Silent Hill: Shattered Memories i Silent Hill: Downpour.
Na targach E3 zostało potwierdzone, że gra posiadać będzie tryb gry wieloosobowej, co uczyni Book of Memories pierwszą grą w serii posiadającą ten tryb. Pojawią się potwory znane z poprzednich odsłon serii, w tym również Piramidogłowy, oficjalnie potwierdzony przez Tomma Huletta. Hulett wyjawił również, że gra skupiać się będzie bardziej na współpracy i akcji aniżeli na psychologicznym horrorze jak to dotychczas było. Studiem tworzącym Book of Memories jest WayForward Technologies, a Daniel Licht po raz kolejny (po Silent Hill: Downpour) stworzy ścieżkę dźwiękową.

## Soundtrack
1. "Opening the Book" - 2:14
2. "Water-World" - 3:44
3. "The Water Boss" - 1:39
4. "Quiet Before the Storm" - 2:17
5. "The Light Boss" - 2:33
6. "Wood-World" - 2:33
7. "Save Yourself" - 1:13
8. "Blood-World" - 3:28
9. "The Earth Boss" - 1:42
10. "What's On The Menu?" - 1:46
11. "The Blood Boss" - 2:10
12. "Fire-World" - 3:19
13. "Light-World" - 3:17
14. "Earth-World" - 3:36
15. "Action in the Dark" - 2:13
16. "Steel-World" - 2:35
17. "You're on the Menu Today" - 1:45
18. "Rust-World" - 2:49
19. "The Fire Boss" - 1:23
20. "The Wood Boss" - 1:17
21. "The Steel Boss" - 2:04
22. "The Shop Room" - 1:26
23. "The Scare Room" - 1:17
24. "Dangerous Maneuvers" - 2:16
25. "Now We're Free" (feat. Mary Elizabeth McGlynn) - 4:10
26. "Love Psalm" (Eyeshine feat. Mary Elizabeth McGlynn & Akira Yamaoka) - 3:57